# Lindy Delapenha
Lindy Delapenha, diminutivo di Lloyd Lindbergh Delapenha (Spanish Town, 20 maggio 1927 – 26 gennaio 2017) è stato un calciatore giamaicano, di ruolo attaccante.

## Caratteristiche tecniche
Era un'ala destra.

## Carriera
Delapenha dopo aver giocato a calcio in varie squadre delle scuole che frequentava in Giamaica si arruolò nell'esercito britannico e, durante dei tornei amichevoli con una rappresentativa dell'esercito stesso, venne notato da degli osservatori dell'Arsenal, club della prima divisione inglese, con cui sostenne un provino senza però essere tesserato; poco tempo dopo, nell'aprile del 1948, venne però tesserato dal Portsmouth, altro club della prima divisione inglese, diventando così il primo calciatore giamaicano ad aver giocato nel campionato inglese. Qui tra il 1948 ed il 1950 vince due campionati consecutivi, contribuendovi rispettivamente con 2 e 5 presenze; al termine della stagione 1949-1950 si trasferisce poi al Middlesbrough, con cui nella stagione 1950-1951 gioca un'ulteriore partita in prima divisione. Gioca in questa categoria con il Boro per ulteriori quattro campionati, tutti trascorsi da titolare, nei quali segna rispettivamente 8, 15, 9 e 18 gol. Dal 1954 al 1958 gioca invece in seconda divisione, per un totale di 260 presenze e 90 reti con la maglia del Middlesbrough. Passa quindi al Mansfield Town, con cui trascorre tre stagioni (le prime due in terza divisione e la terza in quarta divisione) segnando in totale 27 reti in 115 partite di campionato giocate. In seguito gioca anche a livello semiprofessionistico con Hereford Utd e Burton Albion, in Southern Football League (una delle principali leghe calcistiche inglesi al di fuori della Football League).
In carriera ha totalizzato complessivamente 383 presenze e 118 reti nei campionati della Football League.

## Palmarès

### Club

#### Competizioni nazionali
- Campionato inglese: 2

Portsmouth: 1948-1949, 1949-1950
- Southern Football League Cup: 1

Burton Albion: 1963-1964